# Gran Premio de Quebec 2013

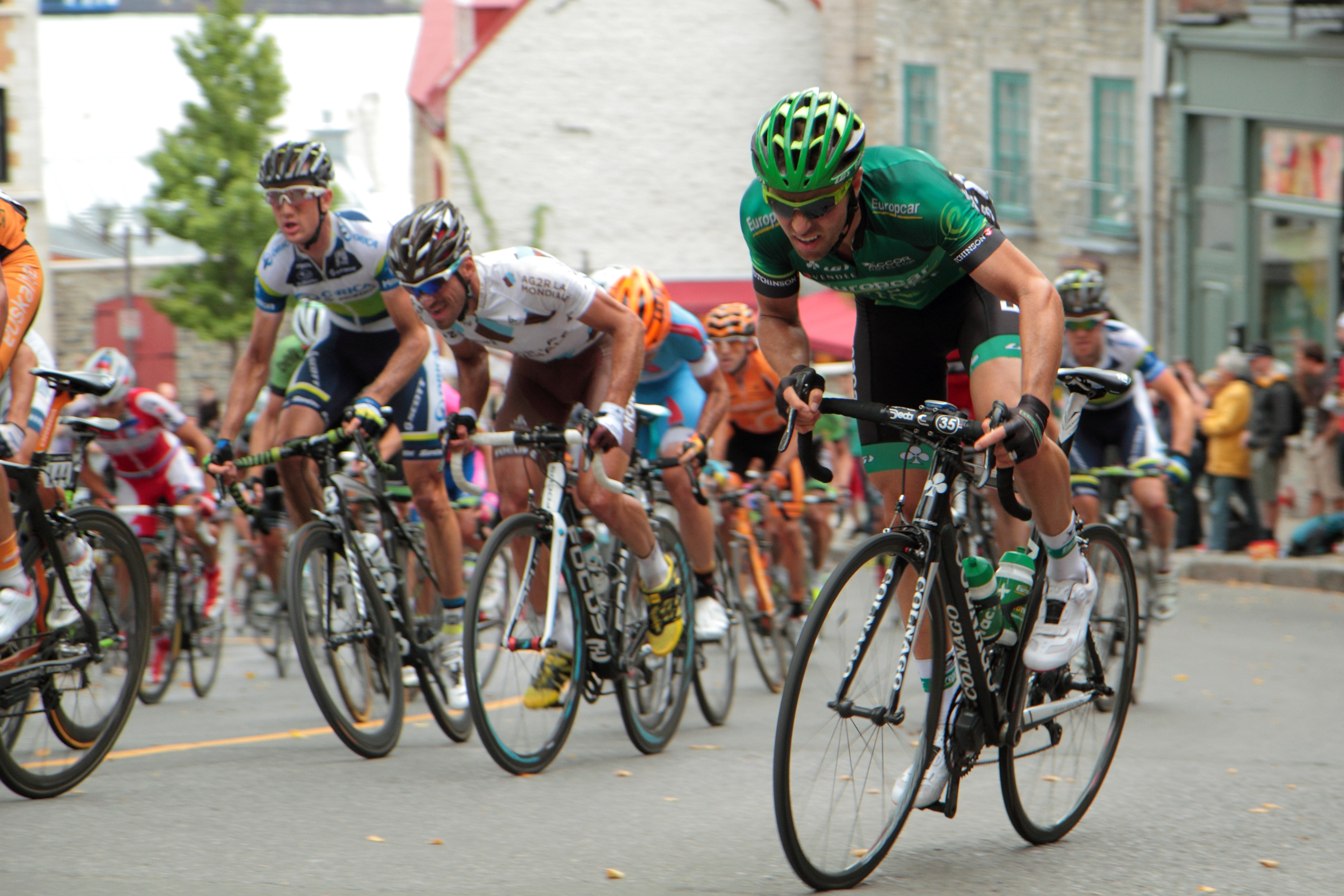
Gran Premio de Quebec 2013

La 4.ª edición del Gran Premio de Quebec fue una carrera ciclista que se disputó el 13 de septiembre de 2013. Se llevó a cabo en un circuito de 12,6 km en la ciudad de Quebec, al que se le dieron 16 vueltas para completar un total de 201,6 km, repitiendo el recorrido de la edición anterior.
La carrera perteneció al UCI WorldTour 2013.
El ganador fue el holandés Robert Gesink del equipo Belkin, quién batió en sprint al francés Arthur Vichot y al belga Greg Van Avermaet en un pequeño grupo de once corredores que se adelantaron  al pelotón en el último kilómetro.

## Equipos participantes
Tomaron parte en la carrera 21 equipos: los 19 de categoría UCI ProTeam (al ser obligada su participación); más uno de categoría Profesional Continental mediante invitación de la organización (Team Europcar); y una selección de Canadá (con corredores de equipos de los Circuitos Continentales UCI). Formando así un pelotón de 164 ciclistas, de 8 corredores cada equipo (excepto el Movistar y Orica GreenEDGE que en salió con 7 y el Garmin Sharp que lo hizo con 6), de los que finalizaron 109.
| Equipo                           | Cód. UCI |
| -------------------------------- | -------- |
| Ag2r La Mondiale                 | ALM      |
| Astana Pro Team                  | AST      |
| Belkin-Pro Cycling Team          | BEL      |
| BMC Racing Team                  | BMC      |
| Cannondale Pro Cycling           | CAN      |
| Euskaltel Euskadi                | EUS      |
| FDJ.fr                           | FDJ      |
| Garmin Sharp                     | GRS      |
| Katusha                          | KAT      |
| Lampre-Merida                    | LAM      |
| Lotto Belisol                    | LTB      |
| Movistar Team                    | MOV      |
| Omega Pharma-Quick Step          | OPQ      |
| Orica GreenEDGE                  | OGE      |
| RadioShack Leopard               | RLT      |
| Sky Procycling                   | SKY      |
| Team Argos-Shimano               | ARG      |
| Team Saxo-Tinkoff                | TST      |
| Vacansoleil-DCM Pro Cycling Team | VCD      |

| Equipo              | Cód. UCI |
| ------------------- | -------- |
| Team Europcar       | EUC      |
| Selección de Canadá | CDN      |

## Clasificación final
| \| Posición \| Ciclista \| Equipo \| Tiempo \| \| 1. \| Robert Gesink \| Belkin \| 4 h 58 min 13 s \| \| 2. \| Arthur Vichot \| FDJ.fr \| m.t. \| \| 3. \| Greg Van Avermaet \| BMC Racing \| m.t. \| \| 4. \| Fabian Wegmann \| Garmin Sharp \| m.t. \| \| 5. \| Rui Costa \| Movistar \| m.t. \| \| 6. \| Niki Terpstra \| Omega Pharma-Quick Step \| m.t. \| \| 7. \| Tom Slagter \| Belkin \| m.t. \| \| 8. \| Matti Breschel \| Saxo-Tinkoff \| m.t. \| \| 9. \| Simon Geschke \| Argos-Shimano \| m.t. \| \| 10. \| Peter Sagan \| Cannondale \| a 6 s \| |                   |                         |                 |
| Posición | Ciclista          | Equipo                  | Tiempo          |
| 1. | Robert Gesink     | Belkin                  | 4 h 58 min 13 s |
| 2. | Arthur Vichot     | FDJ.fr                  | m.t.            |
| 3. | Greg Van Avermaet | BMC Racing              | m.t.            |
| 4. | Fabian Wegmann    | Garmin Sharp            | m.t.            |
| 5. | Rui Costa         | Movistar                | m.t.            |
| 6. | Niki Terpstra     | Omega Pharma-Quick Step | m.t.            |
| 7. | Tom Slagter       | Belkin                  | m.t.            |
| 8. | Matti Breschel    | Saxo-Tinkoff            | m.t.            |
| 9. | Simon Geschke     | Argos-Shimano           | m.t.            |
| 10. | Peter Sagan       | Cannondale              | a 6 s           |